# Springcreekita
La springcreekita és un mineral de la classe dels fosfats, que pertany al grup de la plumbogummita. Rep el nom de la mina Spring Creek, a Austràlia, la seva localitat tipus.

## Característiques
La springcreekita és un fosfat de fórmula química BaV₃3+(PO₄)₂(OH,H₂O)₆. Cristal·litza en el sistema trigonal. La seva duresa a l'escala de Mohs es troba entre 4 i 5.
Segons la classificació de Nickel-Strunz, la springcreekita pertany a «08.BL: Fosfats, etc. amb anions addicionals, sense H₂O, amb cations de mida mitjana i gran, (OH, etc.):RO₄ = 3:1» juntament amb els següents minerals: beudantita, corkita, hidalgoïta, hinsdalita, kemmlitzita, svanbergita, woodhouseïta, gal·lobeudantita, arsenogoyazita, arsenogorceixita, arsenocrandal·lita, benauita, crandal·lita, dussertita, eylettersita, gorceixita, goyazita, kintoreïta, philipsbornita, plumbogummita, segnitita, arsenoflorencita-(La), arsenoflorencita-(Nd), arsenoflorencita-(Ce), florencita-(Ce), florencita-(La), florencita-(Nd), waylandita, zaïrita, arsenowaylandita, graulichita-(Ce), florencita-(Sm), viitaniemiïta i pattersonita.

## Formació i jaciments
Va ser descoberta a la mina Spring Creek, situada a la localitat de Wilmington, a Austràlia Meridional (Austràlia). Es tracta de l'únic indret de tot el planeta on ha estat descrit aquesta espècie mineral.